# Alexander Alexejewitsch Lapin

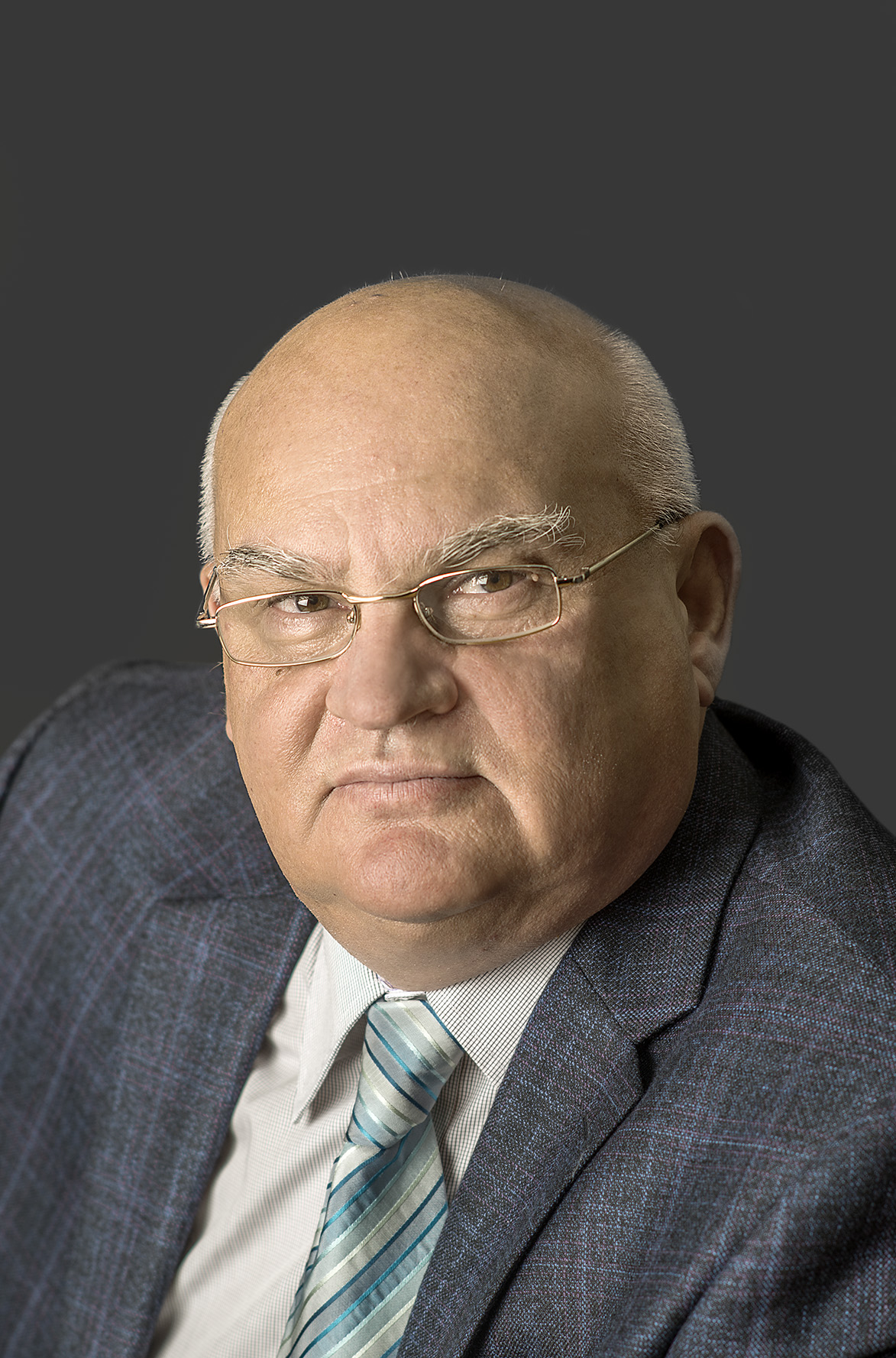
Alexander Lapin (2013)

Alexander Alexejewitsch Lapin (russisch Александр Алексеевич Лапин; * 14. Mai 1952 in Prochladny in der Kabardinischen ASSR, Sowjetunion) ist ein russischer Schriftsteller und Publizist.

## Lebenslauf
Im Jahr 1973 wurde Lapin an der Fakultät für Journalismus der kasachischen Staatsuniversität immatrikuliert. Er schloss sein Studium mit Auszeichnung 1978 ab. Später bekam er eine Stelle bei der Zeitschrift „Straßentransport in Kasachstan“ und war als Korrespondent, Generalsekretär, stellvertretender Chefredakteur und schließlich als Chefredakteur tätig.
Im Jahr 1986 wechselte er zur Komsomolskaja Prawda und war fortan als eigener Berichterstatter des Verlagswerks in Kasachstan tätig. Unter seiner Führung entstand auch ein regionales Netzwerk der Zeitung Komsomolskaja Prawda.
Im Jahr 2000 zog er nach Woronesch und gründete ein eigenes Zeitungsgeschäft, das er als Chefredakteur und Generaldirektor bis 2010 leitete. Sein Verlag „Eurasia-Presse-21st Century“, der über 20 Publikationen, mehrere Druckbetriebe und ein eigenes Vertriebsnetz miteinschließt, ist in acht Großstädten Zentralrusslands tätig.
Seit über 10 Jahren arbeitet Alexander Lapin bei dem Regionalfernsehen als Autor und Moderator des wöchentlichen Fernsehprogramms „Die russische Frage“. Derzeit lebt Lapin im Dorf Sennoje in der Woronesch-Region und setzt seine literarische Tätigkeit fort. Der Öffentlichkeit ist er in erster Linie durch seinen Roman „Russisches Kreuz“ bekannt.
Alexander Lapin ist Mitglied der Schriftsteller-Vereinigung Russlands.

## Öffentlichkeitsarbeit
Lapin ist Leiter der Regionalvertretung Woronesch des Russischen Friedensfonds, stellvertretender Vorsitzender des Ausschusses der Duma für kommunale Selbstverwaltung, Public Relations und Massenmedien in Woronesch sowie Präsident der Woronesch-Regionalföderation für traditionelles Fudokaj-Karate.

## Preise und Auszeichnungen
- Preis der Regierung der Russischen Föderation im Bereich Massenmedien (2015)[3]
- Nationale Auszeichnung „Die besten Bücher und Verlagshäuser des Jahres 2014“[4]
- Internationale Literatur-Auszeichnung namens Walentin Pikul[5]
- Literaturpreis „Russischer Positivismus“[6]
- Goldmedaille des Journalistenverbands von Kasachstan
- Gedenkmedaille des Literatur-Jahres in der Russischen Föderation

## Veröffentlichte Werke
- Reine Quelle. Zhalyn, 1979
- Kanons der Friedensrose. Komsomolskaja Prawda, Woronesch 2001.
- Ich liebe. Komsomolskaja Prawda, Woronesch 2002.
- Die russische Frage. Swobodnaja pressa, 2007.
- Die russische Antwort. Swobodnaja pressa, 2009.
- Russisches Kreuz. Swobodnaja pressa, 2010.
- Die russische Frage. Frieling, Berlin 2011.
- Die russische Antwort. Frieling, Berlin 2012.
- Verlorenes Paradies. Vetsche, 2013.
- Unerschrockene Generation. Vetsche, 2013.
- Vortreffliche Wünsche. Vetsche, 2013.
- Wohin gehen die Russen? Vetsche, 2013.
- Wirbelwinde. Vetsche, 2014.
- Wolfslieder. Vetsche, 2015.
- Zeit zu leben. Vetsche, 2016.
- Russisches Kreuz. Vetsche, 2016.
- Verlorenes Paradies. Lokal Global GmbH, Stuttgart 2016.